# Antonio Rocco

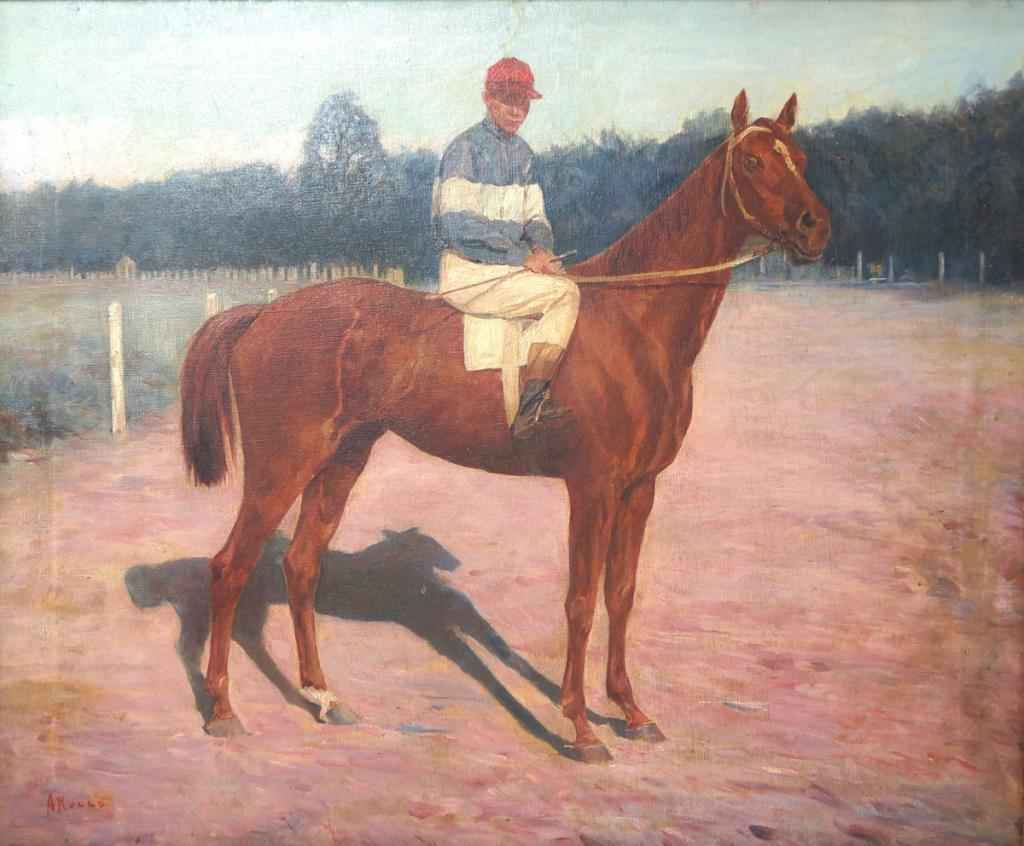
Jockey, de Antonio Rocco (s.d.) Óleo sobre tela, 70 x 84 cm

Antonio Rocco (Amalfi, 23 de julho de 1880 — São Paulo, 28 de novembro de 1944) foi um pintor e professor italiano radicado no Brasil.
Estudou pintura no Instituto de Belas Artes de Nápoles entre 1899 e 1905. Entre seus professores estavam Domenico Morelli (1826-1901) e Filippo Palizzi (1818-1899).
Em 1913 imigrou para o Brasil, estabelecendo-se na capital paulista.  Em 1918, fundou a "Escola Novíssima", onde lecionou pintura durante três anos. Nesse mesmo ano, realizou sua primeira mostra individual e elaborou a capa da revista A Cigarra.
Foi paisagista, marinhista, pintor de retratos, de nus e de naturezas-mortas. Pode ser considerado um realista.